# Berchtesgadener Katze
Die Berchtesgadener Katze war eine Hausrindrasse, die auf den Almen des erst fürstpröpstlich regierten Landes Berchtesgaden und später in Bayern aufgegangenen Berchtesgadener Landes gezüchtet wurde.

## Erscheinungsbild, Leistung und Bestand
Diese Rinderrasse zeichnete sich durch eine kleine Gestalt und besonders gute Trittsicherheit aus, die ihnen auf den zum Teil sehr steilen Bergflanken und schmalen Steigen innerhalb des Berchtesgadener Landes zugutekam. Doch bereits der Historiker und Salzburger Regierungsrat Joseph Ernst von Koch-Sternfeld bezeichnete diese Rinderrasse als „milcharmen unansehnlichen Schlag“. Mit ihren 5 bis 6 Zentnern Gewicht zwar für das unwegsame Almgelände gut angepasst, war der Milchertrag dieser Rinderrasse weder quantitativ noch qualitativ zufriedenstellend und gegenüber den etwa doppelt so schweren neu gezüchteten Rassen bereits Mitte des 19. Jahrhunderts nicht mehr konkurrenzfähig.
Bislang ist weder bekannt, ab wann die Berchtesgadener Katzen gezüchtet wurden noch seit wann sie ausgestorben oder in anderen Züchtungen – wie z. B. dem 1846 erstmals als Rasse beschriebenen Pinzgauer Rind – aufgegangen sind. Die zugänglichen Quellen lassen hierzu bestenfalls Vermutungen für einen Zeitraum zwischen Mitte des 19. Jahrhunderts bis spätestens in den 1950er Jahren zu.

## Geschichtliche Rahmenbedingungen
Die geologisch-morphologischen Bedingungen erlaubten in Berchtesgaden stets nur geringe Erträge in der Landwirtschaft – und hier noch am ehesten mit der Viehwirtschaft. Doch auch sie deckte die Versorgung des Landes nicht zur Gänze, so dass zu allen Zeiten größere Mengen an Schlachtvieh einzuführen waren.
Eine zu Beginn des 19. Jahrhunderts in allen Berchtesgadener Gnotschaften durchgeführte Viehzählung (allerdings ohne Angaben zu Kälbern) ergab 5445 Kühe, 2500 Galt- und Schlachtrinder, 247 Pferde, 1090 Schafe sowie (geschätzt) 300 Böcke, 400 Ziegen und 500 Schweine. Seinerzeit stand die Berchtesgadener Almwirtschaft „auf keiner sehr hohen Stufe“. Dies geht eindeutig aus einem Gutachten hervor, das 1806 angefertigt wurde, um das bis dahin bestehende Verbot des Verkaufes von Almanteilen an Nicht-Berchtesgadener als nicht berechtigt auszuweisen. Darin wird betont: „Der Berchtesgadener Almwirtschaft würden modernere Methoden, die eventuell durch Fremde eingeführt würden, sehr gut tun.“ An der Misswirtschaft hätten einerseits die ungünstigen natürlichen Verhältnisse Anteil, andererseits aber auch die „verkehrten Begriffe des Landmannes“. So hätten die Berchtesgadener Bauern ihr Vieh gleich nach der Winterpause auf die Almen getrieben, dabei aber nur auf die Zahl, nicht aber auf die Qualität der Tiere geachtet. Denn dem Vorteil der „würzigeren Almweide“ standen viele „Nachteile wie z. B. die langen Wege, die großen Steigungen, das schlechte Wasser und die Temperaturschwankungen“ gegenüber. Deshalb wäre es hinsichtlich der Qualität der Milcherzeugnisse und der Nutzung des Düngers viel sinnvoller gewesen, „vier große gut gefütterte Kühe im Stall zu halten als 16 kleine ‚elende‘ Kühe auf der Alm“. Doch die Bereitschaft zu Veränderungen in der Almwirtschaft waren im Berchtesgadener Land seinerzeit „nur sehr gering“. Ob das hauptsächlich an den unbefriedigenden Eigentumsverhältnissen oder an „der extrem konservativen Einstellung der Berchtesgadener Bauern“ lag, kann nicht eindeutig belegt werden – wahrscheinlich aber „spielen beide Faktoren eine große Rolle“. Ab Mitte des 19. Jahrhunderts kam es dann jedoch zu einem ausgedehnten Rückzug der Almwirtschaft aus den hochgelegenen und von den Siedlungen am weitesten entfernten Gebieten. Hierbei dürfte nicht zuletzt auch die zunehmende Entwicklung des sich für die Region alsbald weit lohnenderen Tourismus eine Rolle gespielt haben.